# 島津冴子
島津冴子（日语：／ Shimazu Saeko，1959年9月8日—），日本女性配音員、旁白。出生於神奈川縣伊勢原市。身高162cm，血型為A型。

## 簡歷
現為自由身，原屬Production-M3。已婚。文化學院文學部演劇科畢業。

### 經歷
1979年參加電視動畫《時空巡警隊救助超人》（翌年1980年2月首播）的聲演（飾演三日月奈奈），成為她的聲優出道作。另外，出道初期曾有和同行水島裕合作《時空巡警隊救助超人》之外作品的時期。
1990年代開始，於動畫公司日昇動畫製作的多部機器人動畫中擔任聲優，聲演過的角色包括像是作品女主角或女主角的情敵、妖豔型惡女及變態的角色等等。另外在這些擔任聲優的作品中，從《戰鬥裝甲Xabungle》到《機動戰士鋼彈ZZ》為止，也是動畫導演富野由悠季作品中聲優的常客。
另一方面又因為聲演《福星小子》的三宅忍、《相聚一刻》的黑木小夜子及《亂馬½》的九能小太刀及《犬夜叉》的阿毘公主等等，而與高橋留美子的長篇作品有很深的關係。
1982年開始有1年半的時間曾與同行田中真弓共同搭檔擔任廣播《動畫托比亞》的第2代節目主持人。由於兩人的主持風格不同，田中在節目中大多講黃色笑話，因此島津主張扮演清純派以相互遞補。
除了聲優工作之外，也擔任國鐵京成3700型電力動車組、北總開發鐵道7300形電車的列車即將駛離廣播。
近年自參加綜藝節目《北野武的誰都是畢卡索》以來，以從事節目旁白為主業。

## 演出
粗體字表示主要角色。

### 電視動畫
1980年
- 宇宙戰士巴魯迪奧斯（艾美）
- 時空巡警隊救助超人（日语：タイムパトロール隊オタスケマン）（三日月奈奈／救助超人2號）[1]
- 原子小金剛 (1980年版)（綠）

1981年
- 福星小子（三宅忍（日语：三宅しのぶ）[4]）
- 黃金戰士Gold Lightan（高倉艾美[5]、電子戰士）
- 怪博士與機器娃娃（小雞）
- 新·根性青蛙
- 萬能戰士無比敵（清美）

1982年
- 逆轉一發人（日语：逆転イッパツマン）（三日月奈奈／救助超人2號）
- 猿飛小忍者（日语：さすがの猿飛）（霧賀魔子）
- 戰鬥機甲薩芬格爾（拉格·鄔拉羅）
- 手塚治虫的吸血鬼在日本（巧克拉[6]）
- 真知子老師（莉莉杉下）
- 魔法公主 明琪桃子（日语：魔法のプリンセス ミンキーモモ）（瑪莉珍、奇姆露、提亞）

1983年
- SPACE COBRA（艾莉斯）
- 魔法小天使（綾瀨惠）

1984年
- 重戰機L-Gaim（奧爾朵娜·波賽達爾〈米恩・庫·豪·亞夏〉、深山里玲）
- 大自然的魔獸巴奇（巴奇[7]）
- 魔法妖精貝露莎（御友小夜、佐知子）
- 魯邦三世 PARTIII（日语：ルパン三世 PARTIII）（珍妮）

1985年
- 機動戰士Z鋼彈（鳳·村雨（日语：フォウ・ムラサメ）[8]）
- 星槍士俾斯麥（安妮）
- 搞怪拍檔（尤莉）
- 超獸機神斷空我（露娜·羅薩）

1986年
- 宇宙船人馬座（日语：宇宙船サジタリウス）（亨賽雷姆）
- 機動戰士鋼彈ZZ（馬塞·尼卡巴、鳳·村雨）
- 青春動畫全集（日语：青春アニメ全集）「羅漢柏物語」（冴子）
- 忍者戰士飛影（可憐）
- 高校！奇面組（日语：ハイスクール!奇面組）（一澤賀節子、南茜·特爾聶塔）
- 相聚一刻（黑木小夜子）

1987年
- 機甲戰記威龍（李蘇敏）
- 城市獵人（大原綠）
- 之後頓珍漢（日语：ついでにとんちんかん）（安迪·瓊斯）
- 陽光普照（日语：陽あたり良好!）（榎本京子）

1988年
- 秩父山醫師（日语：ドクター秩父山）（所澤小百合）
- 妙手小廚師（章田吉子〈章吉〉）

1989年
- 亂馬½、亂馬½ 熱鬥篇（九能小太刀）

1990年
- 偶像天使陽子（吉秋久美子）
- 麵包超人（ラビ）
- 黑色推銷員（虫味蝶子）

1991年
- 美味大挑戰（二木麻里子、誠的母親）
- 快樂的嚕嚕米一家（拉格納）

1992年
- 美味大挑戰 究極對至高 長壽料理對決!!（二木麻里子）
- 花的魔法使瑪麗貝爾（露西）

1993年
- 妙廚老爹（子）

1994年
- 魔法騎士雷阿斯（旁白）

1995年
- 神秘的世界（咪姿·舒亞露）
- 秀逗魔導士（蕾咪）
- 爆走獵人（依依瓦）

1997年
- 吸血姬美夕（神魔·琥滌〈女〉）
- MAZE☆爆熱時空（梅杜莎）

1998年
- 異次元的世界（咪姿·舒亞露）
- 青澀之戀（片頭動畫旁白、日本舞指導老師）
- 萬能文化貓娘（夏目晶子）
- 名偵探柯南（尾崎翠）

1999年
- 週刊故事樂園（日语：週刊ストーリーランド）「神秘的打工」（經理）
- 哆啦A夢 (大杉羨代版)（女王蟻）

2000年
- 週刊故事樂園（山岸榮子）

2003年
- 名偵探柯南（雨城瑠璃〈土井垣瑠璃〉）

2004年
- 犬夜叉（阿毘公主）

### 電影動畫
1981年
- 時空巡警隊救助超人：艾塔莎的結婚宴會!?（日语：タイムパトロール隊オタスケマン#劇場版）（三日月奈奈／救助超人2號）

1982年
- 高科技警察21C（日语：テクノポリス21C）（史坎妮）

1983年
- 福星小子：愛星球之戀（日语：うる星やつら オンリー・ユー）（三宅忍（日语：三宅しのぶ）[9]）
- 劇場版 戰鬥機甲薩芬格爾（拉格·鄔拉羅）

1984年
- 福星小子2：綺麗夢中人（三宅忍[9]）

1985年
- 福星小子3：情侶樂天派（日语：うる星やつら3 リメンバー・マイ・ラブ）（三宅忍）
- 半人馬傳說（日语：ケンタウロスの伝説）（茜）
- 魯邦三世：巴比倫的黃金傳說（日语：ルパン三世 バビロンの黄金伝説）（拉薩妮亞）

1986年
- 福星小子4：鬼姬傳說（日语：うる星やつら4 ラム·ザ·フォーエバー）（三宅忍）

1987年
- 劇場版 搞怪拍檔（尤莉）

1988年
- 福星小子 完結篇（日语：うる星やつら 完結篇）（三宅忍）

1991年
- 福星小子：聖水奇緣（日语：うる星やつら いつだってマイ・ダーリンa）（三宅忍）
- 亂馬½：中國寢崑崙大決戰！規則無視的激鬥篇!!（日语：らんま1/2 中国寝崑崙大決戦! 掟やぶりの激闘篇!!）（九能小太刀）

1997年
- 蠟筆小新：黑暗珠珠大追擊（千瑪瑪·瑪荷）

2004年
- 名偵探柯南：銀翼的奇術師（田島天子）

### OVA
1985年
- 福星小子 了子的九月茶會（三宅忍（日语：三宅しのぶ））
- 橙路（鮎川圓）[注 1]
- 魔法小天使 Long Good-Bye（日语：魔法の天使クリィミーマミ (OVA)）（綾瀨惠）
- 風中之露（日语：るんは風の中）（露）

1986年
- 超獸機神斷空我 給死者們的鎮魂歌（露娜·羅薩）
- Pelican Road Club Caroucha（日语：ペリカンロード）（西尚子）

1987年
- 福星小子 夢想製造者因幡登場！拉姆的未來會是!?（日语：うる星やつら 夢の仕掛人 因幡くん登場! ラムの未来はどうなるっちゃ!?）（三宅忍）
- 重戰機L-Gaim（奧爾朵娜·波賽達爾）
- 數位惡魔物語 女神轉生（（白鷺弓子）

1988年
- 宇宙戰士（克麗雅伍長）
- 福星小子 生氣吧！冰砂（三宅忍）
- 福星小子 小渚的婚約對象（三宅忍）
- 莉娜劍狼傳說（日语：レイナ剣狼伝説）（麥拉）

1989年
- 天使夜未眠（日语：アーシアン）（綾）

1989年
- 福星小子 對月亮吼叫（三宅忍）
- 福星小子 與山羊笑一個（三宅忍）
- 福星小子 捉住那顆心（三宅忍）

1990年
- A-Ko The VS/GRAY SIDE（日语：プロジェクトA子）（琪琪·萊札）
- A-Ko The VS/BLUE SIDE（琪琪·萊札）
- 孔雀王3 櫻花豐穣（二宮冴子）
- 永井豪的Q版世界（阿修羅男爵〈女〉）
- 太妹刑事（海槌詠巳）

1992年
- 萬能文化貓娘（夏目晶子）

1993年
- 亂馬½ 天道家混亂的聖誕節（九能小太刀）

1994年
- 亂馬½ 校園吹起風暴！身材劇變的雛子老師（九能小太刀）

1995年
- 神秘的世界（咪姿·舒亞露）
- 亂馬½ SUPER 破戀洞的詛咒！吾愛永存（九能小太刀）

1997年
- 神秘的世界2（咪姿·舒亞露）

1998年
- 萬能文化貓娘DASH（夏目晶子）

2003年
- 櫻花大戰 巴黎學院（日语：サクラ大戦 エコール・ド・巴里）（古蓮詩露·布魯馬）

2004年
- 櫻花大戰 新巴黎（日语：サクラ大戦 ル・ヌーヴォー・巴里）（古蓮詩露·布魯馬）

2010年
- 福星小子 障礙物游泳大會（日语：うる星やつら ザ・障害物水泳大会）（三宅忍）
- 亂馬½ 惡夢！春眠香（日语：らんま1/2 悪夢!春眠香）（九能小太刀）

### 遊戲
1990年
- 福星小子 STAY WITH YOU（日语：うる星やつら STAY WITH YOU）（三宅忍（日语：三宅しのぶ））
- 夢幻戰士III（瓦爾娜）[注 2]
- 迷宮的艾爾芬內（艾利爾）

1991年
- 亂馬½ 囚禁的新娘（日语：らんま1/2 とらわれの花嫁）（九能小太刀）[注 2]

1992年
- 改造町人零3（日语：改造町人シュビビンマン）（冥羽公主）
- 龍之崛起（日语：ライズ・オブ・ザ・ドラゴン）（亞妮絲·洛馬諾夫）
- 亂馬½ 打倒，元祖無差別格鬥流！（日语：らんま1/2 打倒、元祖無差別格闘流!）（九能小太刀）[注 2]
- 亂馬½ 町內激鬥篇（日语：らんま1/2 町内激闘篇）（九能小太刀）[注 3]

1993年
- 安妮特回來了（日语：アーネスト・エバンスシリーズ#アネット再び）（冒牌女王）
- VainDream（日语：ヴェインドリーム）（索恩）[注 4]
- 夢幻模擬戰 ～光輝之末裔～（娜姆）

1994年
- 福星小子 DEAR MY FRIENDS（日语：うる星やつら 〜ディア マイ フレンズ〜）（三宅忍）
- 凱撒衝擊（日语：カイザーナックル）（梨花）
- 亂馬½ 超技亂舞篇（九能小太刀）[注 3]

1997年
- 美少女格鬥Asuka120% Final BURNING Fest（日语：あすか120%）（扇谷鐵子）
- 美少女格鬥Asuka120% Return BURNING Fest（扇谷鐵子）
- 超級機器人大戰F（奧爾朵娜·波賽達爾）

1998年
- S鋼彈 G世代（鳳·村雨）
- 擁抱季節（漂亮的大姊姊）
- 超級機器人大戰F完結篇（鳳·村雨、奧爾朵娜·波賽達爾）

1999年
- SD鋼彈 G世代-ZERO（鳳·村雨）

2000年
- SD鋼彈 G世代-F（鳳·村雨、露娜·阿爾摩尼亞）
- 機動戰士鋼彈 基連的野望 吉翁的系譜（日语：機動戦士ガンダム ギレンの野望）（鳳·村雨）
- 超級機器人大戰α（鳳·村雨）
- 靈刻 -池田貴族心靈研究所-（日语：霊刻 -池田貴族心霊研究所-）（電話來電的女性）

2001年
- SD鋼彈 G世代-F.I.F（鳳·村雨、露娜·阿爾摩尼亞）
- 櫻花大戰3 ～巴黎在燃燒嗎～（古蓮詩露·布魯馬）
- 超級機器人大戰α外傳（拉格·鄔拉羅）

2002年
- SD鋼彈 G世代 NEO（鳳·村雨）
- 機動戰士鋼彈 基連的野望 吉翁獨立戰爭記（日语：機動戦士ガンダム ギレンの野望 ジオン独立戦争記）（鳳·村雨）
- 櫻花大戰4 ～戀愛吧少女～（古蓮詩露·布魯馬）
- 命運傳奇2（芙蘿多娜）

2003年
- 第2次超級機器人大戰α（鳳·村雨）

2004年
- SD鋼彈 G世代 SEED（鳳·村雨）
- 櫻花大戰物語 ～神秘的巴黎～（日语：サクラ大戦物語 〜ミステリアス巴里〜）（古蓮詩露·布魯馬）
- 超級機器人大戰MX（李蘇敏）
- 超級機器人大戰GC（日语：スーパーロボット大戦GC）（鳳·村雨、奧爾朵娜·波賽達爾、李蘇敏）

2005年
- 第3次超級機器人大戰α 終焉之銀河（鳳·村雨）

2006年
- Another Century's Episode 2（李蘇敏）
- SD鋼彈 G世代 PORTABLE（鳳·村雨）

2008年
- 超級機器人大戰A PORTABLE（李蘇敏）
- 超級機器人大戰Z（拉格·鄔拉羅）
- 戲劇性迷宮 櫻花大戰 ～因為有你～（日语：ドラマチックダンジョン サクラ大戦 〜君あるがため〜）（古蓮詩露·布魯馬）

2011年
- 第2次超級機器人大戰Z 破界篇（拉格·鄔拉羅）

2012年
- 第2次超級機器人大戰Z 再世篇（拉格·鄔拉羅）

2013年
- 超級機器人大戰UX（可憐）

2014年
- 擂台☆夢想（日语：リング☆ドリーム）（洛斯可·阿特米哥）

### 外語配音
※作品依英文名稱及英文原名排序。

#### 電影
- 龍騰虎躍
- 小鬼出招（英语：Getting Even with Dad）（Theresa Walsh〈Glenne Headly 飾演〉）※VHS版。

#### 動畫
- 宇宙小奇兵（Lord Dominator〈Noël Wells 配音〉）

### 廣播節目
- 動畫托比亞（日语：アニメトピア）（節目主持人〈第2代〉）
- 話說之旅（日语：おはなしの旅）（NHK）（泰瑞沙的日語配音〈格倫妮·海德利 飾演〉）

### 廣播劇
1985年
- 青春冒險（日语：青春アドベンチャー） 分割幽靈綺譚（砂姬「咲」）

### 廣播劇CD
1993年
- CD書 花樣男子（藤堂靜）

1994年
- 天使夜未眠（日语：アーシアン） 有聲劇場系列（彩）

1996年
- 創龍傳（淑女L／派翠西亞·賽希爾·蘭茲德爾）

2002年
- （古蓮詩露·布魯馬）

2005年
- 櫻花大戰 疾走！（古蓮詩露·布魯馬）

### 舞台
- 櫻花大戰歌謠Show ～巴黎花組特別迷你Live Show～（2001年8月13日，東京厚生年金會館）［古蓮詩露·布魯馬］
- 櫻花大戰晚宴Show［古蓮詩露·布魯馬］
- 櫻花大戰武道館Live ～帝都、巴黎、紐約～（2007年5月13日，日本武道館）［古蓮詩露·布魯馬］
- 櫻花大戰巴里花組Live 2009 ～燃燒吧自由的翅膀～（2009年12月26、27日，青山劇場（日语：青山劇場））［古蓮詩露·布魯馬］
- 櫻花大戰巴里花組&紐約星組Live 2010 ～可憐花 煌星～（2010年12月10日－12日，青山劇場）［古蓮詩露·布魯馬］
- 櫻花大戰武道館Live 2 ～帝都、巴黎、紐約～（2011年10月7日，日本武道館）［古蓮詩露·布魯馬］
- 櫻花大戰巴黎花組Live 2012 ～Revue mon PARIS～（2012年12月26日－29日，青山劇場）［古蓮詩露·布魯馬］
- 櫻花大戰巴黎花組秀2014 ～Ce qui sera,sera PARIS～（2014年2月13日－16日，天王洲銀河劇場（日语：天王洲銀河劇場））［古蓮詩露·布魯馬］

### 電視劇
- 三男三女婿一匹 (第2期)（日语：三男三女婿一匹）（1978年）－護理人員
- 風神之門（日语：風神の門）（1980年）－旅館住宿客
- （1991年）－瓦爾沙的戀人的配音

### 綜藝節目
- 平成教育委員會（日语：平成教育委員会）（旁白〈初代〉）
- （旁白，的配音）
- 北野武的任何人可以成為畢卡索（日语：たけしの誰でもピカソ）（旁白）
- （2012年1月21日，朝日電視台）

### 其它
- SOURCENEXT（日语：ソースネクスト） 特打（日语：特打）系列（辛蒂）
- Tape LOGiN（《LOGiN（日语：ログイン (雑誌)）》別冊，旁白）
- 田中公平 作家生活30週年紀念音樂會（2009年11月1日，東京厚生年金會館）

## CD
- Snakeman show（日语：スネークマンショー）「死亡讓人討厭又恐怖。我反對戰爭！」（1981年10月21日）
- Velvet Moon（1993年6月21日）
- 美少女格鬥ASUKA120%（日语：あすか120%） BURNING Fest Special Plus（1996年8月25日）
- 御旗之下／花之巴黎（2001年4月11日）
- 櫻花大戰3 巴黎歌謠全集（2001年5月30日）
- 巴黎聖誕節／天使之眼（2005年12月7日）

## 腳註

## 外部連結
- （日語）－島津冴子的官方個人網站。
- 島津冴子 officialblog BlueMoon （页面存档备份，存于） （日語）－島津冴子的官方個人部落格。